# Gephyrellula paulistana
Gephyrellula paulistana là một loài nhện trong họ Philodromidae.
Loài này thuộc chi Gephyrellula. Gephyrellula paulistana được Ilka Maria Fernandes Soares miêu tả năm 1943.